# Спортови на води
Спортови на води распрострањени су широм света и представљају водећу атракцију када је реч о туристичким кретањима посебно клијентеле авантуристичког духа. Док у свету водени спортови као туристичка атракција имају велико учешће у укупној туристичкој понуди и у Србији се оваквој врсти спорта све више придаје значај. Међу екстремне спортове на води спадају: сурфовање, сплаварење, кајак, једрење и веслање, скијање на води и др. 

Кајакаштво је спортско рекреативна грана у којој спортисти седе (у кајаку) или клече (у кануу), окренути лицем у смеру вожње, а покрећу се веслом које није ослоњено на чамац, већ се држи слободно у рукама.

Кајак је мали чамац који се покреће људском снагом. Најчешће има покривену палубу. Покреће се посебним веслом са две лопатице. Кајаком су се користили аину, алеутски и ескимски ловци у субартичким подручјима Североисточне Азије, Северне Америке и Гренланда.Модерни кајаци се праве по различитим дизајнима за посебне сврхе, а између осталог уз кану се користи у олимпијским спортовима кајак и кану на мирним водама, као и кајак и кану на дивљим водама.  

## Кајак
Кајак је мали чамац који се покреће људском снагом. Најчешће има покривену палубу. Покреће се посебним веслом са две лопатице. Кајаком су се користили Аину Аину, алеутски и ескимски ловци у субартичким подручјима североисточне Азије, Северне Америке и Гренланда. Модерни кајаци се праве по различитим дизајнима за посебне сврхе. У неким деловима свијета се сматрају кануима. Кајак је чамац специфичног уског облика. Прави се од дрвета, пластике и гуме. Кајаци се покрећу људском снагом уз помоћ весла које има лопатице на оба краја. Први кајаци су били употребљавани од стране индијанских племена у северноартичком региону за потребе лова. Данас кајаци су један од омиљених видова забаве, спремни да одговоре на сваки изазов који поставите пред њега. Било да је то спори спуст или комплексно маневрисање кајак вас неће изневерити. Кајаци су данас све чешће направљени од висококвалитетне гуме и карактерише их одлична издржљивост, стабилност и управљивост. Брзо и лагано се надувају и издувају те су стога идеални за хоби и рекреативно коришћење. Одличан су избор за оне који немају услове за држање регуларног кајака. Због захтева тржишта одлучили смо се да увеземо једну количину и тако вам понудимо најбољу цену. Велики број кајака имамо у седишту наше фирме тако да можете доћи и лично их преузети.

## Разлика између кајака и кануа
Претпоставља се да кајак води порекло са Гренланда. Реч “кајак” на језику Ескима значи “човек-чамац” и најчешћи су у Северној Америци, Сибиру и на Гренланду, где су га Ескими користили за лов, риболов и транспорт. Кану је коришћен широм света као начин транспорта, за трговину и ратовање, а први званични спортски догађај за обе врсте чамаца је организован средином 19. века. Кану је врста чамца. Име му долази од назива за северноамерички (канадски) индијански чамац. Кану је карактеристичан по томе што је заокренут на крајевима, те што се покреће веслом, при чему веслач или веслачи клечи лицем окренут према прамцу. Весло у правилу није учвршћено уз чамац него се држи обема рукама. Разлика између спортских кајака и кануа је та што код кајака сваки веслач користи весло са две лопатице, док се код кануа користи весло с једном лопатицом, такође њихова разлика се огледа и у структури чамца.

## Кајакаштво
Кајакарство је спортско-рекреативна грана у којој спортисти седе (у кајаку) или клече (у кануу), окренути лицем у смеру вожње, а покреће се веслом које није ослоњено на чамац, већ се држи слободно у рукама. Вожња кајака и кануа се одвија на мирним и дивљим водама. Труп кајака и кануа за мирне воде је “V”- облика док је код истих за дивље воде труп раван. Основна разлика између веслања кајаком или кануом је та да је весло кајака са две лопатице док је код кануа са једном. Такмичења се одржавају у спусту и слалому, а постоји систем класификација речних вода по скали од један до пет. Ова класификација подразумева брзину и турбуленцију воде.

Кану је пореклом из Северне Америке, односно из Канаде, где су га првобитно користили Индијанци. Ескими су користили кајак од давнина, а израђивали су га разапињањем фокиних кожа на костур од дрвета или кости кита. Ескимски кајак је прво описао енглески морепловац Стивен Бороу средином XVI века, а први спортски кајак саградио је Шкотланђани Џон МакГрегор 1845. године. Он је веслајући у свом кајаку обишао многе реке и језера Европе, а своје доживљаје и искуства с тих путовања бележио је у свом дневнику што је многе касније инспирисало да предузму сличне подухвате. Све је то допринело популаризацији кајакарства и његовом ширењу у многим земљама.
МакГрегор је основао 1866. године Краљевски кану клуб, а следеће године организовао је регату са 300 веслача у Великој Британији. Године 1924. основана је у Копенхагену Међународна кану федерација ICF (Internationale Canoeing Federation) и те године на Олимпијским играма кајак и кану се појављују као демонстрациони спорт, а као званични спорт на играма у Лондону 1948. године. У бившој Југославији први кајакашки савез основан је 1939. године, а данас у Србији постоје многобројни клубови који се организовано баве кајаком на мирним водама (20 клубова) и кајаком на дивљим водама (11 клубова), а сви су удружени у Кајакашки савез Србије. 

У кајакарству постоји неколико дисциплина, а то су: кајак на мирним водама (спринт на 200, 500 и 1.000 m), маратон (од 10 до 42 km, са трчањем, савладавањем копнених препрека или без трчања), слалом (трке на 300 до 600 m уз савладавање водених препрека, капија), кајак на дивљим водама (спуст или маратон на стазама од пет до 10 km на брзим, дивљим водама), змајеви чамци – Dragon boat и једрење.
Као и сплаварење и кајак је заступљен у готово свим земљама где за то постоје адекватни услови, а такмичења у кајакарству одржавају се на националним нивоима, као и на европском и светском нивоу. Европска првенства се одржавају од 1933. године, а светска од 1949. године.
У туристичком погледу, за нашу земљу једна од најзначајнијих је Међународна туристичка дунавска регата (Tour International Danubien) – TID, која се одржава сваке године. Први пут је одржана 1955. године, и у њој је учествовало око 200 такмичара из 12 земаља. TID регата је највећа и најдужа речна регата на свету, траје 61 дан и превесла се 2.080 кm реком Дунав. Регата је веома популарна у свету и поред учесника из подунавских земаља има учесника и са других континената. На регати учествују деца, одрасли и старије особе оба пола. Последњих година на регати учествује неколико стотина такмичара (2004. око 500). Сваке године 26. јуна регата креће из немачког града Инголштадта (Ingolstadt), а завршава се у 28. августа бугарском граду Силистри. У нашу земљу регата улази 28. јула код Апатина, а излази 14. августа код Брзе Паланке. Године 2005. одржан је јубиларни 50-ти TID. Организатор регате TID кроз Србију је Одбор за туризам Кајакашког савеза Србије. Основно правило TID-а је: пловидба Дунавом чамцима (кајак - кану) које покреће човек сопственом снагом по етапним местима, која се за сваку земљу утврђују на Међународној конференцији. Дневне етапе су у просеку дужине око 43 km. У етапним местима регата борави један дан осим у већим и главним градовима земаља кроз које регата пролази и у којима се задржава по два дана. Етапна места у нашој земљи су: Апатин, Богојево, Бачко Ново село, Бачка Паланка, Нови Сад, Стари Сланкамен, Београд, Смедерево - Југово, Велико Градиште, Добра, Доњи Милановац, Текија, Кладово и Брза Паланка. У Београду регата кампује четвртог и петог августа на теренима Спортског центра “25. Мај” на Дорћолу.

## Дисциплине у кајакаштву
Од 1867. године, када је одржано прво званично такмичење у Лондону, па до данашњих дана, кајак је доживео драстичне технолошке промене. Ипак, суштина је остала иста. То је узан, лаган чамац, који се помоћу весла, покреће искључиво сопственом снагом. Такмичарски кајак се дели на две суштински различите гране: Кајак и Кану (у зависности да ли весло има лопату са обе или само са једне стране дршке). Главна подела за такмичарско кајакаштво је у зависности да ли се одвија на мирним или дивљим водама.

### Кајак и Кану на мирним водама
Кајак и Кану на мирним водама су скоро идентични спортови. Кајак и кану на мирним водама је спорт на води у којем се учесници такмиче веслајући у чамцима на одређеним деоницама. Постоје две главне врсте чамаца за овај спорт, а то су кајак и кану. Кајак на мирним водама обухвата спринтерске дисциплине и маратон („мирна вода“ означава језеро водену површину на којој нема приметног кретања воде нити већих таласа). Разлика је та што код кајака сваки веслач користи весло с две лопатице, док се код кануа користи весло с једном лопатицом. Ради боље примене силе уобичајено је да кануист за време веслања клечи на једној нози, док кајакаш седи. У односу на други водени спорт који укључује чамце на мирним водама, веслање, веслачи у овом спорту немају покретна седишта, нити ослонце за весло на чамцу, те весло свом тежином држе у рукама. Такође, важно је истаћи разлику између овог спорта и кајака и кануа на дивљим водама: „мирна вода“ означава језеро или другу водену површину на којој нема приметног кретања воде нити већих таласа. „Дивља вода“ означава брзе реке у којима је ток воде приметан, те су присутни таласи, брзаци, слапови и др. Кајак и кану на мирним водама је у програму олимпијских игара још од Игара у Берлину 1936. за мушкарце те од Игара у Лондону 1948. за жене. Жене се такмиче у кајаку, док се у кануу такмиче само мушкарци. Тренутно су на програму олимпијских игара следеће дисциплине (словом „Ц“ се означавају дисциплине за кану, а словом „К“ кајак).

### Кајак и кану на дивљим водама
Кајак на дивљим водама је узбудљив, атрактиван спорт, у коме се спортисти такмиче на брзим, текућим водама. За дисциплину “Кајак на дивљим водама” кајаци су краћи, стабилнији и веома отпорни на ударце.  Трке су подељене на две основне гране: слалом и спуст. Слично као код скијања, у дисциплини “слалом” потребно је проћи кроз 25 низводних или узводних капија, за што краће време, а да се при том не зараде казнене поене у виду додатног времена. Спуст се одржава на стазама дугим 5-10 км. Кану на брзим водама је исто што и кајак на брзим водама са тим да кану весло има лопату само са једне стране дршке (у оба случаја се седи, не клечи се као код кануа на мирним водама). Кајак и кану на дивљим водама је спорт на води у којем се такмичари веслају у чамцима на одређеним деоницама. Кајак на дивљим водама обухвата слалом и спуст („дивља вода“ означава брзе реке у којима је ток воде приметан, те су присутни таласи, брзаци, слапови и др.). Постоје две главне врсте чамаца за овај спорт, а то су кајак и кану. Разлика је та што код кајака сваки веслач користи весло с две лопатице, док се код кануа користи весло с једном лопатицом. У односу на други водени спорт који укључује такмичење у кајаку и кануу, кајак и кану на мирним водама, такмичење на 'дивљим водама' се одржава најчешће на брзим рекама у којима је ток воде приметан, те су присутни таласи, брзаци, слапови и др. Постоје и вештачке стазе за једну дисциплину овог спорта, а то је слалом.

### Кајакаштво на Олимпијским играма
На Олимпијским играма кајак на мирним водама појављује први пут у Паризу 1924. као демонстрациони спорт, а у Берлину 1936. је постао олимпијски спорт. До сада је Европа доминирала овим спортом и на Олимпијским играма и на светским првенствима, освајајући 90%. Модерни кајаци се праве по различитим дизајнима за посебне сврхе, а између осталог уз кану се користи у олимпијским спортовима кајак и кану на мирним водама, те кајак и кану на дивљим водама. Једна од најпознатијих светски кајакашица је Бригита Фишер која је освојила укупно 12 медаља на Олимпијским играма, од којих су 6 златне медаље. Освојила је невероватних 37 медаља на светским првенствима и рекордер је међу кајакашима.

## Кајак у Србији
Кајак и кану је један од најтрофејнијих спортова у Србији. Кајакашки савез Југославије настао је 1930. године, а на светским првенствима учествује од 1932. године. На олимпијским играма учествује од 1936. године.  Кајакаши из Србије до сада су освојили 51 медаљу на највећим светским и европским такмичењима. Само на олимпијадама, три златне и две сребрне медаље. У Београду је организовано пет светских првенстава. Кајакашки савез Србије основан је 1953. године. У протеклих 50 година израстао је у модерну организацију која броји преко тридесет чланова.